# 客観解析
客観解析（きゃっかんかいせき、英語 : Objective analysis）とは、データ内挿の一方法。さまざまな場所・時間で観測されたデータから空間的・時間的に格子化されたデータを計算するときに行われる。代表的な応用例は 気象学における数値予報モデルに与えるデータの作成。

## 概要
天気予報においては、数値予報モデルを組み込んだコンピュータを使用する。コンピュータでは地球の大気や地表・海洋などを模した空間を数kmから数百km立方の格子点で表現し、それぞれの格子点に、必要に応じた気温や気圧などの要素を定義する必要がある。定義されるべきデータは、実際に観測された気温や気圧を入力する事で得られるが、以下のような理由でデータが得られなかったり、データを新たに計算しなければならないものがある。
- 気象観測点が地上または北半球や先進国あるいは都市になど偏っているため、観測点が疎な空間のデータが得られない。
- 気象観測要素のうち、気温だけが欠測となったり、まったく観測されなかったり、データとして適さない異常な数値（エラーの要因となるような数値）となったりといった理由で、本来得られるべきデータが得られない。
- 観測時間が規定より早い時間あるいは遅い時間のものであるため、規定時間のデータを推定しなけらばならない。
- 1つの格子点内に複数の気象観測点があるため、格子点内の平均データを推定しなければならない。
- 実測値の補完あるいは未測値の推定のために気象衛星の観測データなどを入力するため、データを修正しなければならない。

このような場合には、あらかじめプログラム化されている物理法則や数学法則、便宜上決められた基準などに基づいて、足りないデータを推定したり、修正された新たなデータを計算し、予報の基となる数値を決定する。

## 実装
データの統計量に適当な仮定をおいた上で最適内挿法を用いる。